# Імені 8 Марта (Кур'їнський район)
імені 8 Ма́рта (рос. имени 8 Марта) — селище у складі Кур'їнського району Алтайського краю, Росія. Входить до складу Коливанської сільської ради.

## Населення
Населення — 154 особи (2010; 205 у 2002).
Національний склад (станом на 2002 рік):
- росіяни — 98 %